# Agobardus anormalis
Espèce
Agobardus anormalis est une espèce d'araignées aranéomorphes de la famille des Salticidae.

## Distribution
Cette espèce est endémique des Antilles.

## Description
Le mâle décrit par Bryant en 1943 mesure 4,7 mm et la femelle 4,7 mm. Le mâle holotype d'Agobardus anormalis montanus mesure 5,0 mm.

## Liste des sous-espèces
Selon World Spider Catalog (version 18.0, 04/03/2017) :
- Agobardus anormalis anormalis Keyserling, 1885
- Agobardus anormalis montanus Bryant, 1943

## Publications originales
- Keyserling, 1885 : Neue Spinnen aus America. VI. Verhandlungen der kaiserlich-königlichen zoologisch-botanischen Gesellschaft in Wien, vol. 34, p. 489-534 (texte intégral).
- Bryant, 1943 : The salticid spiders of Hispaniola. Bulletin of the Museum of. Comparative Zoology, vol. 92, no 9, p. 445-529 (texte intégral).